# دیوید مایر
دیوید مایر (انگلیسی: David Meyer؛ زادهٔ ۲۴ ژوئیهٔ ۱۹۴۷) بازیگر اهل بریتانیا است.
از فیلم‌ها یا برنامه‌های تلویزیونی که وی در آن نقش داشته‌است، می‌توان به اختاپوسی، قرارداد نقشه‌کش، خم‌شده و پارسیفال اشاره کرد.